# Richmond Football Club (football australien)
Pour les articles homonymes, voir Richmond Football Club.
Dernière mise à jour : 30 septembre 2017.
Le Richmond Football Club est une équipe de football australien fondé en 1885 évoluant en AFL.
L'équipe est basé à Richmond en banlieue est de Melbourne.
Les joueurs sont surnommés les Tigers. Le maillot des Tigers est noir avec une bande jaune en travers du torse.
Le club a remporté 11 fois le championnat AFL: 1910, 1921, 1932, 1934, 1943, 1967, 1969, 1973, 1974, 1980, 2017, 2019, et 2020.

## Histoire

### Les débuts (1860–1900)
C'est lors des premières années du football australien, aux environs de 1860, qu'est mentionné dans les journaux une équipe de footballeurs australiens jouant en tant que joueurs de Richmond. Tom Wills, l'un des fondateurs de ce sport, est le secrétaire et capitaine lors de l'inauguration du club; son cousin Henry Colden Antill Harrison s'occupa brièvement aussi du capitanat au début des années 1860 avant de déménager pour le club de Geelong.